# Брэндон, Томас (дипломат)
Сэр Томас Брэндон (англ. Sir Thomas Brandon; умер 27 января 1510 года) — английский военный, придворный и дипломат.

## Биография
Второй сын сэра Уильяма Брэндона (1426—1491) и Элизабет Уингфилд (ум. 1497), дочери сэра Роберта Уингфилда из Летерингема, Саффолк. Он был дядей Чарльза Брэндона, 1-го герцога Саффолка. Его старший брат Уильям Брэндон (ум. 1485), погиб в битве при Босворте, защищая знамя будущего Генриха VII Тюдора. В хронике говорится, что сэр Томас «очень поддерживал и следовал партии Генриха, графа Ричмонда».
Он был назначен в посольство, которому было поручено заключить мир с Францией в 1492 году, и снова в 1500 году он сформировал одну из свит, которые сопровождали короля Генриха VII в Кале для встречи с эрцгерцогом Филиппом Австрийским. В 1503 году вместе с Николаем Уэстом ему было поручено заключить договор с императором Максимилианом Габсбургом в Антверпене. Главной целью этого договора было побудить Максимилиана отказаться от поддержки Эдмунда де ла Поля, 3-го герцога Саффолка, и изгнать его и других английских повстанцев из своих владений. Другими затронутыми вопросами были обращение с Миланом и вопрос о получении Максимилианом Ордена Подвязки. Максимилиан был нерешителен и позволил английским послам уйти.
По возвращении в Англию сэр Томас Брэндон получил должности, в том числе шталмейстера. Он был известен своим рыцарским мастерством и навыками в военном деле. В записях турнира, проведенного в 1494 году в честь посвящения принца Генри в рыцари Бани и присвоения ему титула герцога Йоркского, Томас Брэндон упоминается как отличившийся. Он был удостоен звания кавалера Ордена Подвязки.
В октябре 1507 года Томас Брэндон был отправлен на встречу с Бальдассаре де Кастильоне, послом герцога Урбино, который приехал в Англию, чтобы получить Орден Подвязки для своего господина. Брэндон умер 27 января 1510 года.

## Браки
Томас Брэндон был дважды женат. Его первой женой до 16 мая 1496 года стала Энн Файнс (умерла 10 сентября 1497), вдова Уильяма Беркли, 1-го маркиза Беркли (умер 14 февраля 1492). Она была дочерью сэра Джона Файнса от Элис Фицхью, дочери сэра Генри Фицхью, 5-го барона Фицхью, и леди Элис Невилл, сестры Ричарда Невилла, 16-го графа Уорика («Уорик, Создатель королей»). По отцу она была внучкой Ричарда Файнса, 7-го барона Дакра (умер в 1483) . Первый брак был бездетным. Она умерла 10 сентября 1497 года и была похоронена в часовне Святого Георгия в Виндзорском замке.
Брэндон женился во-вторых, на Элизабет Динэм (умерла 19 октября 1516), вдове Фулка Буршье, 10-го барона Фицуорина (25 октября 1445 — 18 сентября 1479) и сэра Джона Сапкота (умер в 1501) из Элтона, Хантингдоншир. Она была дочерью сэра Джона Динэма (1406—1458) от Джоан Арчес (умерла в 1497), а также сестрой и наследницей Джона Динэма, 1-го барона Динэма (1433—1501). Второй брак также оказался бездетным. словам Ганна, после смерти Брэндона его вдова, Элизабет, дала обет безбрачия перед епископом Фишером 21 апреля 1510 года. Она умерла 19 октября 1516 года и была похоронена в Грейфрайерс в Лондоне.